# Chrysocraspeda analiplaga
Chrysocraspeda analiplaga là một loài bướm đêm trong họ Geometridae.